# Сантьягу-душ-Вельюш
Сантьягу-душ-Вельюш (порт. Santiago dos Velhos)  —  район (фрегезия) в Португалии,  входит в округ Лиссабон. Является составной частью муниципалитета  Арруда-душ-Виньюш. По старому административному делению входил в провинцию Эштремадура. Входит в экономико-статистический  субрегион Оэште, который входит в Центральный регион. Население составляет 1274 человека на 2001 год. Занимает площадь 16,25 км².
Покровителем района считается Иаков Зеведеев (порт. Santiago Maior). 